# Бътхол Сърфърс
„Бътхол Сърфърс“ (Butthole Surfers) е американска рок група, определяна като представител на алтернативния рок.
Сформирана е през 1981 г. в Сан Антонио (Тексас) от Гиби Хейнс и Пол Лири. Съставът често се мени, но ядрото, въртящо се около оста Хейнс, Лири и барабаниста Кинг Кофи, се запазва от 1983 г. Тереса Нервоза е втори барабанист от 1983 до 1985, 1986-89 и 2009 г. В „Бътхол Сърфърс“ се сменят много бас китаристи, като едни от най-известните имена са Бил Джоли и Джеф Пинкъс.

## История
Корените на групата са в границите на хардкор пънка. Тя бързо се прочува благодарение на хаотичните и всяващи смут концертни изпълнения, черния хумор, звученето, включващо елементи от психеделията, нойза, пънк рока и впоследствие електронната музика, както и умелото използване на аудиоманипулационни техники и монтажа на магнитните ленти.
Въпреки че се радват на уважението на колегите си и подкрепата на голяма фенска маса, „Бътхол Сърфърс“ постигат незначителен търговски успех преди появата на Electriclarryland (1996). Този албум съдържа хитовия сингъл Pepper, който се изкачва до №1 в класацията на сп. „Билборд“ Modern Rock Tracks ('Съвременни рок парчета').
Първоначално, групата е представяна с различно име при всяко изпълнение на живо. Някои от ранните им имена са Дик Кларк Файв, Найн Сантимитър Уърм Мейкс Оун Фуд, Водка Фемили Уинстън и др. Нещата се променят при първия им хоноруван концерт, когато конферансието забравя името им и използва песента Butthole Surfer, която присъства в репертоара им. Те решават да запазят името и оттогава са познати под сегашното си име. То им създава известни неприятности, тъй като някои клубове, вестници, радио и ТВ станции отказват да отпечатат или споменат пълното им име, което на английски приблизително означава сърфисти по дупето. По тази причина се среща името „Б.Х. Сърфърс“ и други абревиатури.

## Дискография
- Butthole Surfers (1983)
- Live PCPPEP (1984)
- Psychic... Powerless... Another Man's Sac (1984)
- Rembrandt Pussyhorse (1986)
- Locust Abortion Technician (1987)
- Hairway to Steven (1988)
- Double Live (1989)
- piouhgd (1991)
- Independent Worm Saloon (1993)
- The Hole Truth... and Nothing Butt (1995) (компилация)
- Electriclarryland (1996)
- Weird Revolution (2001)
- Humpty Dumpty LSD (2002) (компилация)